# Ludvik (priimek)
Ludvik je priimek v Sloveniji, ki ga je po podatkih Statističnega urada Republike Slovenije na dan 1. januarja 2010 uporabljalo 133 oseb.  

## Znani slovenski nosilci priimka
- Avgust Ludvik (1872—1943), železničar
- Dušan Ludvik (1914—2001), pesnik, prevajalec, germanski filolog, literarni zgodovinar, jezikoslovec, univ. profesor
- Eva Ludvik/Eva Ludvig (*1930), kegljavka
- Jana Ludvik, namiznoteniška igralka
- Slavica (Vekoslava) Ludvik (1924—2016), bibliotekarka

## Znani tuji nosilci priimka
- Bernhard Ludvik (*1961), avstrijski zdravnik, internist
- Séraphine Ludvik (1894—1934), francoski slikar